# Великий Выселок
Великий Выселок (укр. Великий Виселок) — поселок,
Новоегоровский сельский совет,
Двуречанский район,
Харьковская область, Украина.
Код КОАТУУ — 6321883303. Население по переписи 2001 года составляет 344 (161/183 м/ж) человека.

## Географическое положение
Посёлок Великий Выселок находится в 3-х км от села Петровское и в 7-и км от села Новоегоровка.

## История
- 1725 — дата основания.

## Экономика
- В селе есть молочно-товарная ферма.
- «Выселок», сельскохозяйственное ЧП.

## Объекты социальной сферы
- Детский сад.
- Клуб.